# شيرلي نايت
شيرلي نايت هوبكنز (بالإنجليزية: Shirley Knight)‏ (ولدت في 5 يوليو 1936) ممثلة أمريكية، ظهرت خلال حياتها المهنية في أكثر من 50 فيلم روائي، ولعبة عدة أدوار تلفزيونية وسينمائية، تم ترشيح نايت مرتين لجائزة الأوسكار لأفضل ممثلة مساعدة: عن فيلم الظلام في الجزء العلوي من السلالم (1960) و طائر الشباب الجميل (1962). في الستينيات ، لعبت أدوارًا رائدة في عدد من أفلام هوليوود مثل الأريكة (1962) ، و بيت المرأة (1962) ، و فيلم المجموعة (1966) ، و القاتل المزيف (1968) ، و أناس المطر (1969). حصلت على كأس فولبي لأفضل ممثلة عن دورها في الفيلم البريطاني الهولندي (1966).
فازت نايت بجائزة توني لأفضل ممثلة في مسرحية لأدائها في أطفال كينيدي للكاتب مسرحي روبرت باتريك في عام 1976، في السنوات اللاحقة لعبت أدوارًا داعمة في العديد من الأفلام ، بما في ذلك الحب اللانهائي (1981) و فيلم
أفضل ما يمكن حصوله (1997) وفيلم الأسرار الإلهية لأخوات يا يا (فيلم) (2002) و فتى الجدة (2006). بالنسبة لأدائها على التلفزيون ، تم ترشيح نايت ثماني مرات لجائزة بريمتيم إيمي (فازت بثلاث مرات) ، وحصلت على جائزة غولدن غلوب.

## روابط خارجية
- شيرلي نايت على موقع IMDb (الإنجليزية)
- شيرلي نايت على موقع روتن توميتوز (الإنجليزية)
- شيرلي نايت على موقع ألو سيني (الفرنسية)
- شيرلي نايت على موقع ميوزك برينز (الإنجليزية)
- شيرلي نايت على موقع تيرنر كلاسيك موفيز (الإنجليزية)
- شيرلي نايت على موقع أول موفي (الإنجليزية)
- شيرلي نايت على موقع قاعدة بيانات برودواي على الإنترنت (الإنجليزية)
- شيرلي نايت على موقع قاعدة بيانات الأفلام السويدية (السويدية)
- شيرلي نايت على موقع إن إن دي بي (الإنجليزية)
- شيرلي نايت على موقع ديسكوغز (الإنجليزية)